# Єлисеєва Романа Олександрівна
Романа Олександрівна Єлисеєва (нар. 26 травня 1949) — українська радянська діячка, в'язальниця Львівського виробничого трикотажного об'єднання «Промінь». Депутат Верховної Ради СРСР 11-го скликання.

## Біографія
До 1965 року навчалася у Львівській середній школі № 24 імені Ванди Василевської.
З вересня 1965 по 1975 рік — учениця в'язальниці, в'язальниця Львівської трикотажної фабрики № 3. Без відриву від виробництва закінчила Львівську вечірню школу робітничої молоді.
Член КПРС з 1970 року.
З 1975 року — в'язальниця фабрики верхнього трикотажу Львівського виробничого трикотажного об'єднання «Промінь».
Потім — на пенсії у місті Львові.